# Synodontis contractus
Synodontis contractus hay bugeye squeaker là tên của một loài cá da trơn bơi lộn ngược và là loài đặc hữu của lưu vực sông Congo ở Cộng hòa Dân chủ Congo và Cộng hòa Congo. Loài cá này còn có thể tìm thấy ở một số cửa hàng bán cá cảnh.

## Mô tả
Synodontis contractus khi trưởng thành có thể phát triển đến chiều dài 9,7 cm (3,8 in). Cơ thể của nó hình ngư lôi và chiều dài của nó liên quan với chiều cao. Đầu của nó bè bè nhưng thuôn và nổi bật với phần xương đầu cứng. Hai bên phần xương ấy có hai cái gai và có thể mở rộng ra khi mở mang.
Chiều dài của vây thì vừa phải và tỷ lệ với chiều dài cơ thể. Tia đầu tiên của vây lưng và vây ngực thì cứng và có răng cưa với mục đích là tự vệ. Đuôi thì chia ra làm 2 thùy, răng ở hàm trên thì có hình nón, còn răng ở hàm dưới thì có thể di chuyển.
Chúng có 2 cặp râu dài, cứng mở rộng ra 2 phía của miệng và có thể phân nhánh hoặc có bướu. Màu sắc của chúng thì tương tự với màu của loài cá Synodontis nigriventris. Điểm khác biệt chính của loài này là đầu to hơn, miệng rộng hơn và mắt lớn hơn.
Bên cạnh đó, Synodontis contractus còn có thể tạo ra tiếng kêu cọt kẹt như vài loài cá da trơn khác bằng cách cọ phần gai ngực với phần đai ngực.

## Trong bể cá
Chúng ưa thích nước có độ pH từ 6,2 đến 7,6 và nhiệt độ từ 22 đến 26 độ C (71,6 đến 78,8 độ F). Thức ăn của chúng là thức ăn tươi sống hoặc thức ăn đông lạnh, ngoài ra còn có cả thực vật.
Đáy bể cần có chất nền mềm, đá, có gỗ để trôi và có cây có rễ xoắn để làm chỗ nấp. Thực vật trong bể là loại cây lá rộng chẳng hạn như Anubias hay Echinodorus và một vài loại cây nổi vì loài cá này thích ngủ ở đó.